# Holodiscus orizabae
Holodiscus orizabae là loài thực vật có hoa trong họ Hoa hồng. Loài này được F.A. Ley mô tả khoa học đầu tiên năm 1943.